# Гербарий мохообразных в Гербарии Московского университета
Гербарий мохообразных — один из самых молодых отделов Гербария Московского университета.
На 1 февраля 2005 г. фонды отдела мохообразных включали 43 759 образцов, представляющие 1 476 таксонов видового и подвидового рангов и 427 родов.
Районирование отдела мохообразных:

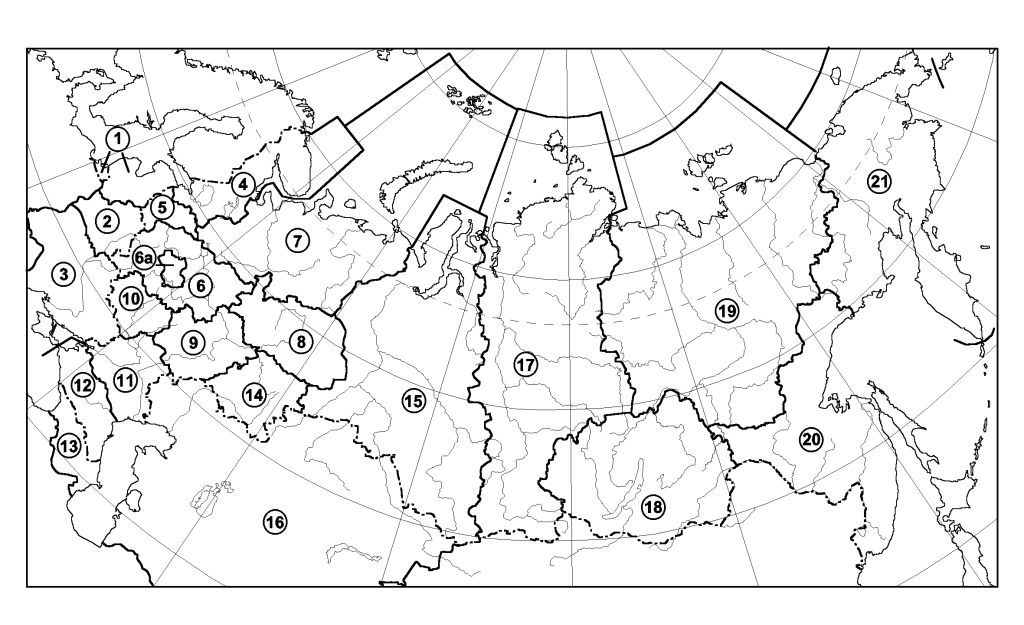
Районирование отдела мохообразных в Гербарии Московского университета

- 0. без точного указания местонахождения
- 1. Калининградская область, Латвия, Литва, Эстония
- 2. Белоруссия
- 3. Украина, Молдавия
- 4. Республика Карелия, Ленинградская и Мурманская области
- 5. Новгородская и Псковская области
- 6. Тверская, Ярославская, Владимирская, Ивановская, Нижегородская, Костромская, Рязанская, Тульская, Калужская, Смоленская и Брянская области
- 6а. Московская область
- 7. Архангельская и Вологодская области, Республика Коми
- 8. Пермский край, Свердловская и Кировская области, Республика Удмуртия
- 9. республики Мордовия, Татарстан, Марий Эл и Чувашия, Пензенская, Ульяновская, Саратовская и Самарская области
- 10. Орловская, Липецкая, Курская, Белгородская, Воронежская и Тамбовская области
- 11. Волгоградская, Ростовская и Астраханская области, Республика Калмыкия
- 12. Краснодарский и Ставропольский края, республики Адыгея, Карачаево-Черкесия, Кабардино-Балкария, Северная Осетия, Ингушетия, Чечня и Дагестан
- 13. Грузия, Армения, Азербайджан
- 14. Республика Башкирия, Челябинская и Оренбургская области
- 15. Алтайский край, Республика Горный Алтай, Новосибирская, Кемеровская, Томская, Омская, Курганская и Тюменская области
- 16. Средняя Азия и Казахстан
- 17. Красноярский край, республики Тыва и Хакасия
- 18. Читинская и Иркутская области, Республика Бурятия
- 19. Якутия
- 20. Хабаровский и Приморский края, Амурская и Сахалинская области, Еврейская автономная область
- 21. Магаданская и Камчатская области, Чукотский автономный округ